# Kankakee (Illinois)
Kankakee – miasto w Stanach Zjednoczonych, w stanie Illinois, siedziba hrabstwa Kankakee.

## Demografia
Według spisu z 2000 roku miasto zamieszkiwało 27 491 osób. W 2023 roku liczba mieszkańców spadła do 23 503 osób, a gęstość zaludnienia do 709 osób/km².

## Znane osoby
Urodził się tutaj Adam Kinzinger, amerykański polityk, kongresman ze stanu Illinois.